# Kathedrale von Bayeux

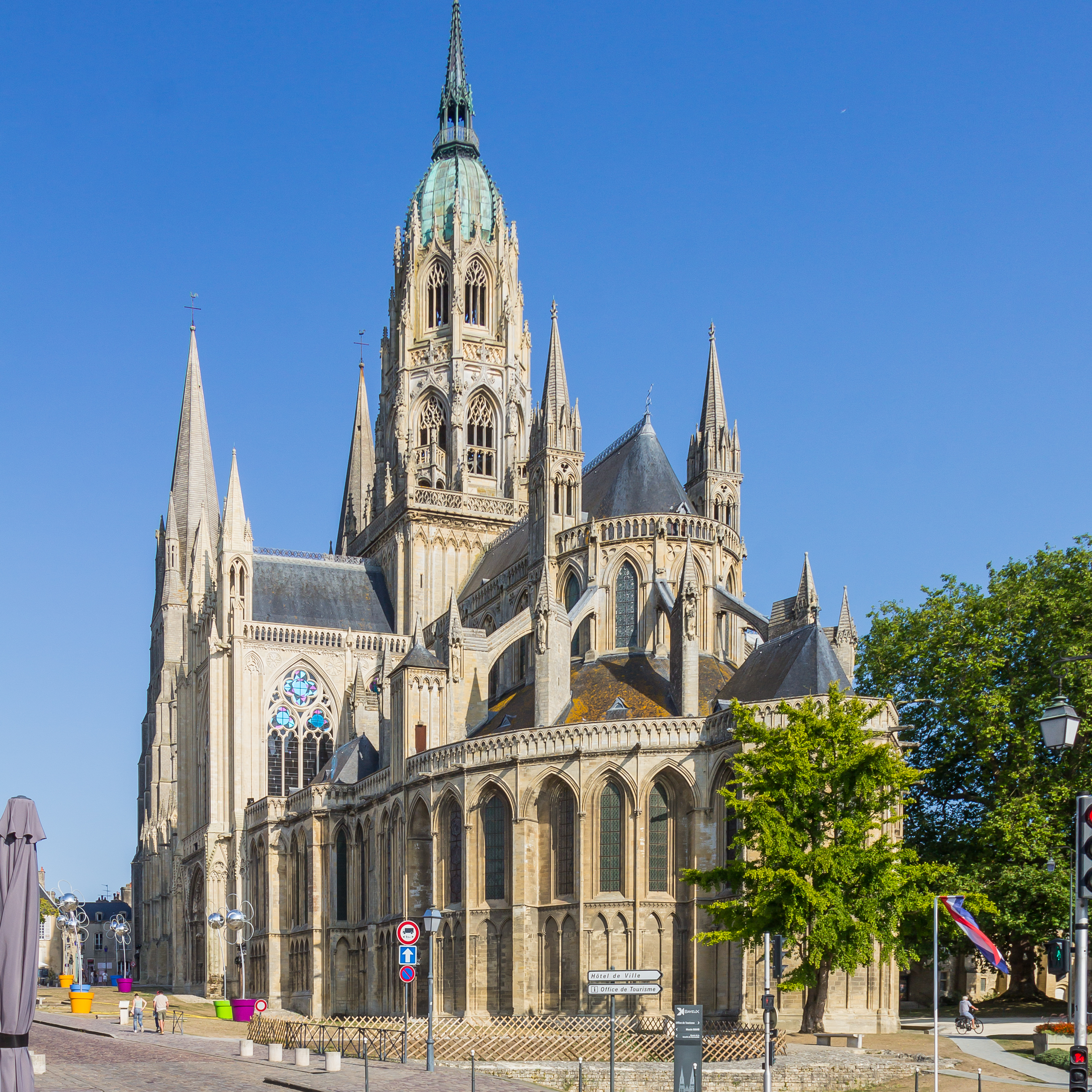
Kathedrale Notre-Dame de Bayeux

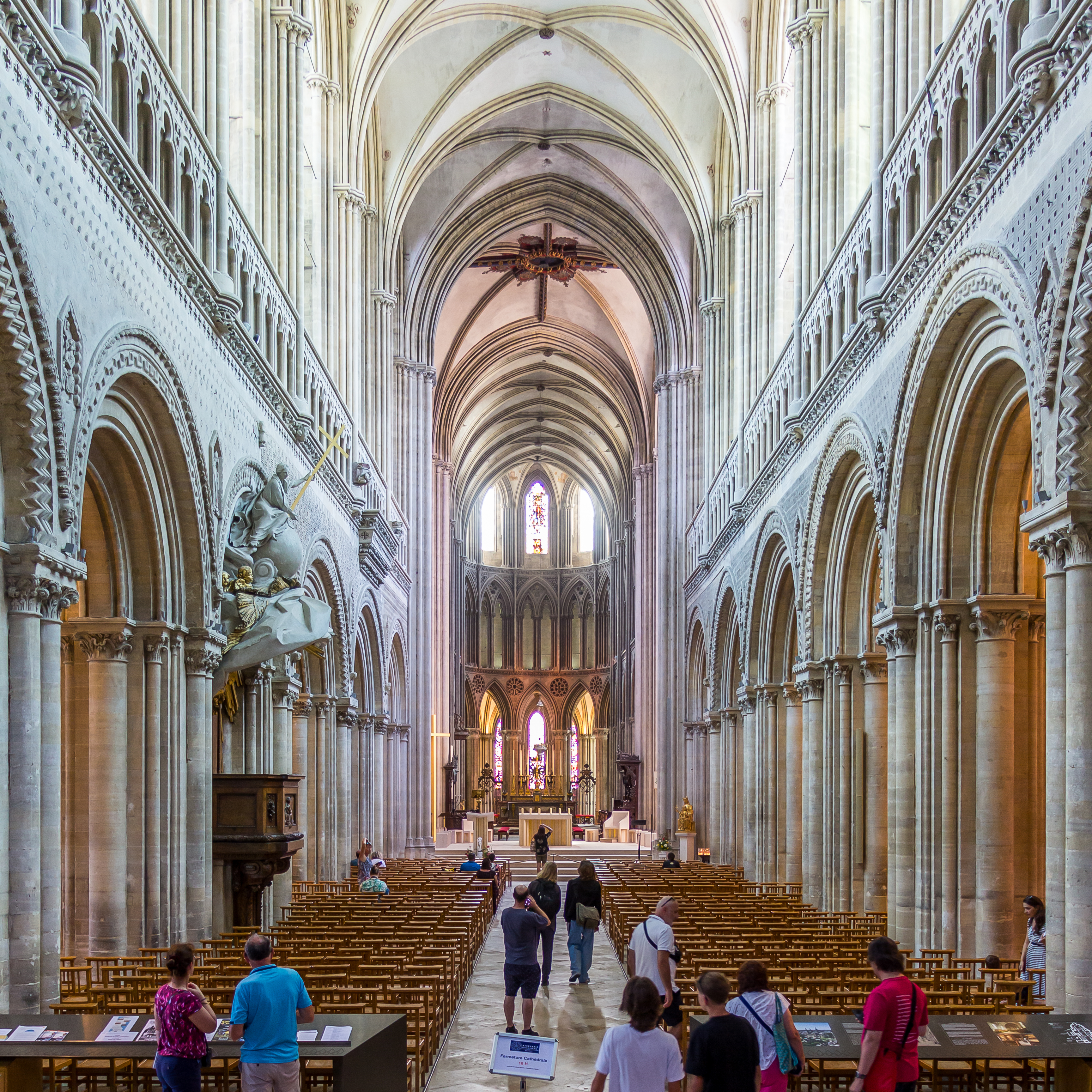
Hauptschiff

Die Kathedrale Notre-Dame de Bayeux ist der Sitz des Bischofs von Bayeux-Lisieux und eines der bedeutendsten sakralen Baudenkmäler der Normandie. Das Kulturdenkmal wurde im Jahr 1862 als Monument historique klassifiziert. Ursprünglich im normannisch-frühromanischen Stil erbaut, präsentiert die Kathedrale sich heute weitgehend gotisch.

## Geschichte
Am Standort der heutigen Kathedrale, dem vermuteten Forum des römischen Augustodurum, befand sich bereits im frühen Mittelalter ein karolingischer Vorgängerbau, der 891 von Normannen zerstört wurde. Vermutlich erst nach der Einsetzung von Rollo als erstem Herzog der Normandie im Jahre 911 wurde die karolingische vorromanische Kathedrale erbaut. Sie wurde beim Großbrand von Bayeux im Jahre 1047 vernichtet. Die unterirdische Krypta soll der letzte Rest dieser vorromanischen Kathedrale sein. Einem Buch von 1733 (Histoire sommaire de la ville de Bayeux par M. Beziers Chanoine du St. Sépulchre & Membre de l’Academie Royale des belles Lettres de Caen) zufolge wurde eine erste Gebetskapelle auf Weisung des heiligen Exupère (Exuperius; † ca. 410) im 4. Jahrhundert auf einem gallischen Heiligtum erbaut. Erst sein Nachfolger, der Heilige Regnobert, erbaute die erste Kathedrale im 5. Jahrhundert und gründete den Bischofssitz von Bayeux.
Die Weihe der ab 1047 unter Bischof Hugo III. errichteten neuen Bischofskirche fand am 14. Juli 1077 durch Odo von Bayeux statt, einen Halbbruder Wilhelms des Eroberers. Gleichzeitig war auch der berühmte Teppich von Bayeux fertiggestellt, der bis 1793 hier verwahrt und zur Erinnerung an die normannische Unterwerfung Englands jährlich öffentlich ausgestellt wurde.
Bereits 1105 während des Feldzugs Heinrichs I. gegen Robert Curthose und kurz nach der Erweiterung der Choranlage nochmals 1160 verheerten Feuer das Bauwerk, das so über lange Zeit einer ausgedehnten Baustelle geglichen haben mag.
Hinzu kommt, dass ab etwa 1180 Bischof und Kapitel eine neue Kathedrale im damals neuartigen gotischen Stil verlangten, der gerade in der Île-de-France geprägt worden war. Anders als im nahen Lisieux, damals noch eigenständiges Bistum mit der Kathedrale Saint-Pierre, wurde Notre-Dame zwar nie vollständig durch einen Neubau ersetzt, doch bis zum Ende des 15. Jahrhunderts gotisiert. Hauptsächlich die Krypta und die Basen der Türme des Westquerhauses vermitteln heute noch einen Blick in die Zeit davor, während viele alte Strukturen seither im gotischen Gewand verborgen liegen.
Der Ausbruch des Hundertjährigen Krieges verzögerte allerdings die Bauarbeiten. Die Kirche diente in dieser Zeit als Festung mit Garnison im Kampf gegen die Engländer. 1562/63 erlitt das Gotteshaus eine Plünderung durch hugenottische Truppen unter dem Landadligen François de Bricqueville. Dabei gingen Reliquiare, Fenster, Orgel und viele Sakralgegenstände verloren. Ein weiterer Kirchenbrand zerstörte 1676 den Dachstuhl, der bis ins nächste Jahrhundert hinein nicht wieder aufgebaut wurde. Die im 18. Jahrhundert errichtete Kuppel galt als stilistischer Fremdkörper, sie wurde bereits im nächsten Jahrhundert wieder abgenommen.
Mit der Revolution folgten 1790 neuerliche Plünderungen. Da Religion offiziell als rückständig galt, wurde das Gebäude 1793 zeitweise zu einem „Tempel der Vernunft und des höchsten Wesens“ erklärt. Ein Freiheitsbaum in der Nähe der Kirche, der seitdem mehrmals neu gepflanzt wurde, erinnert noch an diese Zeit.
Die für die normannische Gotik typische Vierungslaterne stellte auch hier eine besondere statische Belastung der tragenden Pfeiler dar, an denen 1850 Risse festgestellt wurden, weil die ganze Kathedrale auf unsicherem Boden errichtet wurde, was zuerst im Bereich des sehr schweren Vierungsturmes zu Schwierigkeiten führte. Man entdeckte allerdings, dass in geringer Tiefe fester Boden zu erreichen war, und so wurde der Vierungsturm gerettet. Mit komplizierten Gerüsten wurde seine Last unterfangen und „angehoben“. Dann wurden darunter die Vierungspfeiler mit Fundamenten bis auf den festen Boden versehen und konnten anschließend auf dieses neue Fundament wieder herabgesenkt werden. 1866 erhielt der Vierungsturm mit einem zweiten, neugotischen Geschoss und einer Kuppel seine heutige Gestalt.
Eine Radikallösung durch Abriss des Vierungsturms, wie sie Eugène Viollet-le-Duc vorschlug, konnte sich nicht durchsetzen.
Ebenfalls in der Mitte des 19. Jahrhunderts zog sich die Renovierung der alten Orgel von 1597 in einem von Rückschlägen gekennzeichneten Prozess über Jahrzehnte hin, woran Kirche, Politik und diverse Orgelbauer ihren Anteil hatten. 1862 wurde sie von Aristide Cavaillé-Coll erneuert und davor und danach mehrmals renoviert. In den 1970er-Jahren  wurden die Orgel und der Orgelprospekt offiziell zu historischen Landmarken erklärt.
1906/07 besuchte der Schriftsteller Marcel Proust, ein Kenner und Bewunderer der regionalen Sakralarchitektur, auch die Kathedrale Notre-Dame. Die nur wenige Kilometer entfernt einsetzende Invasion der Alliierten im Juni 1944 überstanden Bayeux und seine Kathedrale im Gegensatz zu den meisten anderen Städten des Gebiets ohne Bombardement.

## Architektur

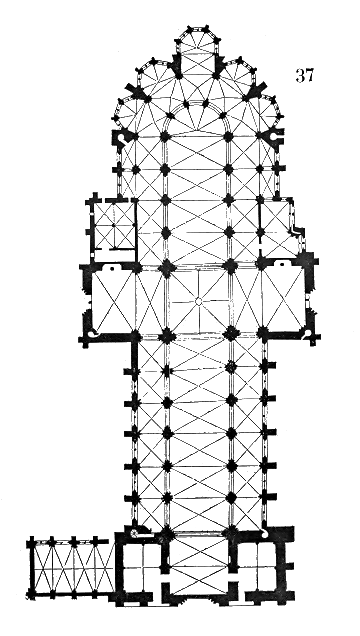
Grundriss

Die Kathedrale Notre-Dame präsentiert sich heute als dreischiffige Kreuzbasilika von 96 Meter Länge. Das reich mit Skulpturen verzierte Westwerk empfängt den Besucher mit einem Haupt- und zwei Nebenportalen. Obenauf ragen zwei wuchtige spitze Türme von 75 Meter Höhe.
Aus der gotischen Fassade (Weltgericht-Tympanon von 1427) springt eine Empore hervor, über der sich ein vierbahniges Maßwerkfenster wölbt. Darüber blickt eine Reihe von zehn Gewändefiguren zwischen den mächtigen Türmen herab.
Das Querschiff ist mit einem Massiv gekrönt, das eine quadratische, von zwölf Chimärenfiguren bewachte Plattform in zehn Metern Höhe über der Vierung trägt. Darauf erhebt sich ein oktogonaler, hochgotischer Vierungsturm, der eine ehemals vorhandene Kuppel ersetzte. Hauptschiff und Chor stützt ein umfangreiches Strebewerk aus rundumlaufenden, freistehenden Strebepfeilern.
Der Innenraum ist geprägt von ornamentalen Mustern wie Zickzackbändern und steinernem Geflecht bei gleichzeitiger Bescheidenheit, was figürliche Darstellungen anbelangt. Ein Vergleich der Flachreliefs mit Gegenstücken im Süden Englands drängt sich dem Betrachter auf. Einige der Figuren, die sich dennoch finden, erscheinen grotesk und rätselhaft in ihrem ikonographischen Bezug.
Dem Eintretenden eröffnet sich nach Osten hin das Hauptschiff, dessen symmetrischer Aufriss dreizonig in die Höhe strebt. Das sechsjochige Kreuzrippengewölbe über Obergaden und Triforium ragt 23 Meter in die Höhe (25 Meter über der Vierung) und überspannt eine Breite von zehn Metern. Durch Arkaden können die sechs Meter breiten Seitenschiffe betreten werden. Den Abschluss bilden den Kirchenraum flankierende Seitenkapellen, für deren Errichtung am Ende des 13./Anfang des 14. Jahrhunderts die Seitenwände aus romanischer Zeit durchbrochen wurden.
Das Querschiff, bereits früh vorhanden und in gotischer Zeit umgestaltet, öffnet den Raum auf eine Breite von 37 Metern. An seinem Nordende fällt das Licht durch Fenster aus dem 14. Jahrhundert. In der Südwand des Querschiffs befindet sich ein ebenfalls gotisches Seitenportal, das portail du doyen mit dem Thomas-Becket-Tympanon, das den Lebensweg des Heiligen nachzeichnet.
Im von einem Kapellenkranz umgebenen Chor mit seinen charakteristisch spitzen Bögen, durchbrochenen Rosetten und Medaillons entfaltet sich die Überfülle gotischer Sakralarchitektur der Normandie.

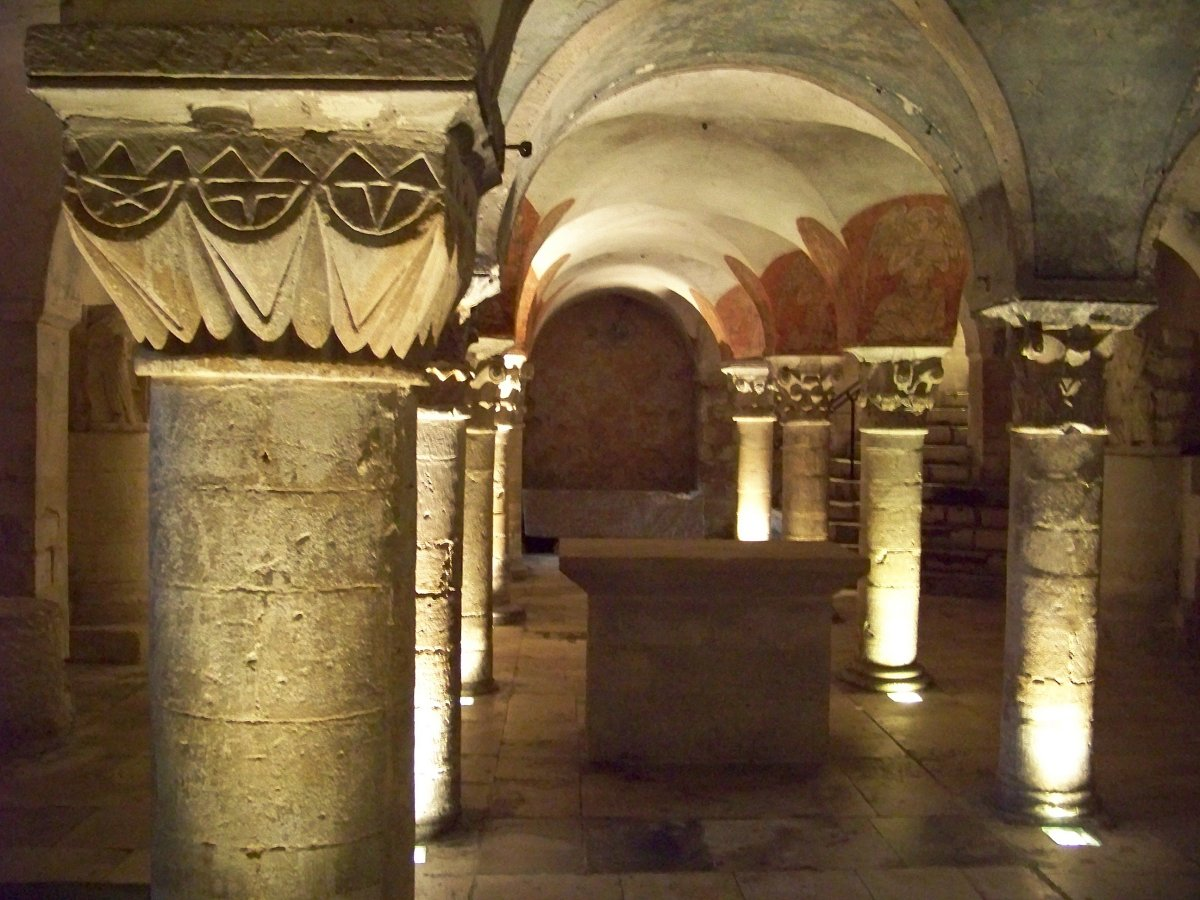
Krypta

Die Krypta war im Mittelalter vermauert und vergessen. Sie wurde erst im 15. Jahrhundert wiederentdeckt. Dieser Umstand trug vermutlich dazu bei, dass die ursprüngliche Ausgestaltung erhalten blieb. Über zwei Säulenreihen mit vereinfachten korinthischen Kapitellen spannt sich ein romanisches Kreuzgewölbe. Die Bogenlaibungen oberhalb der Kapitelle sind mit ockerfarbenen Zeichnungen musizierender Engel mit unterschiedlichen Instrumenten verziert. An den Seitenwänden befinden sich farbenprächtige Fresken.
An das Kathedralgebäude schließt sich nordseitig eine Bibliothek an. Der ebenfalls benachbarte Kapitelsaal weist ein sehenswertes Mosaik auf. Beide Räumlichkeiten sind der Öffentlichkeit nur beschränkt zugänglich.

## Maße
- Hauptschiff: Höhe 23 Meter, Breite 10 Meter, Länge 96 Meter
- Seitenschiffe: Breite 6 Meter
- Seitenkapellen: Breite 5 Meter
- Querschiff: Breite 10 Meter, Länge 37 Meter
- Westtürme: 70 Meter
- Vierungsturm: ca. 95 Meter

## Orgel

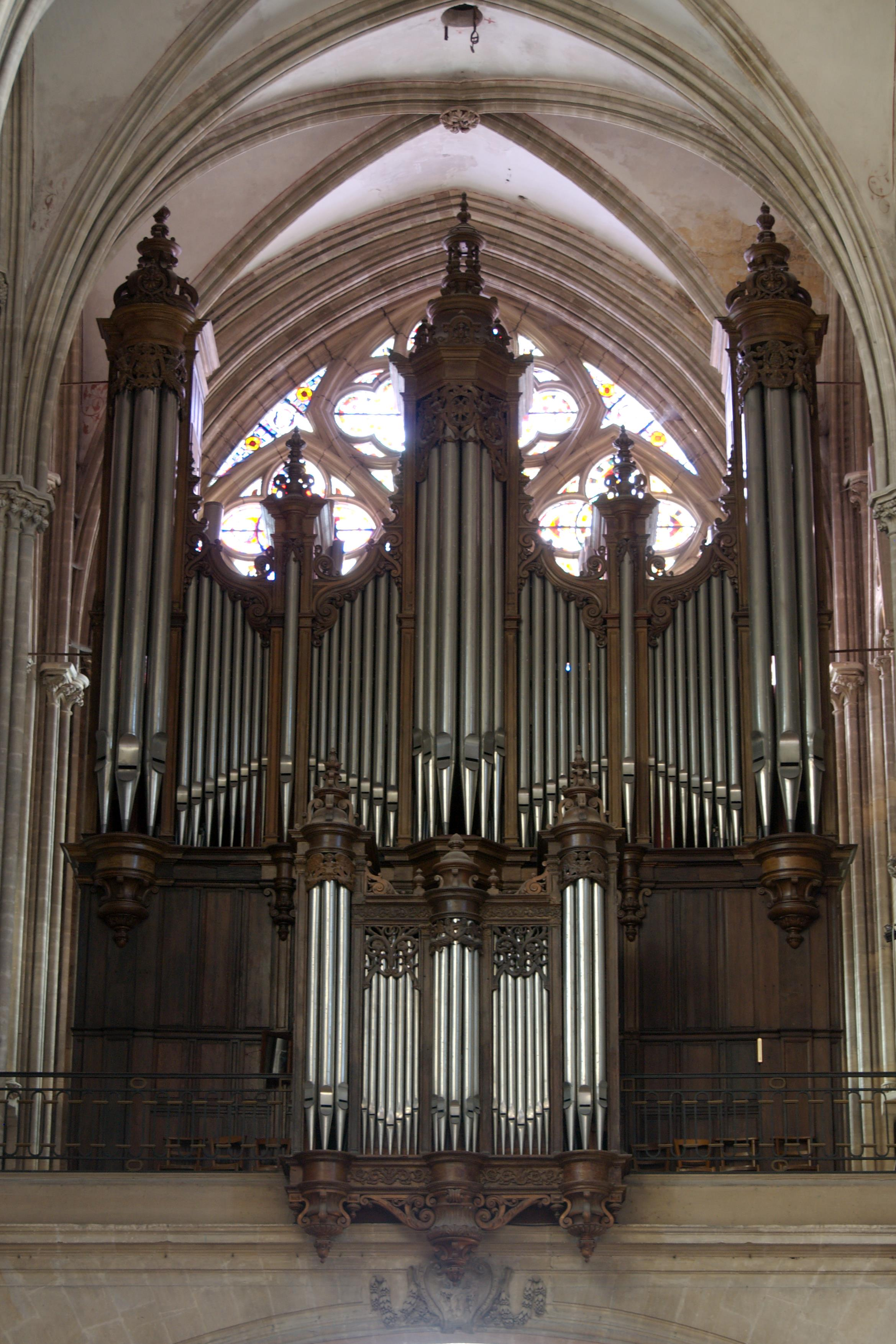
Hauptorgel

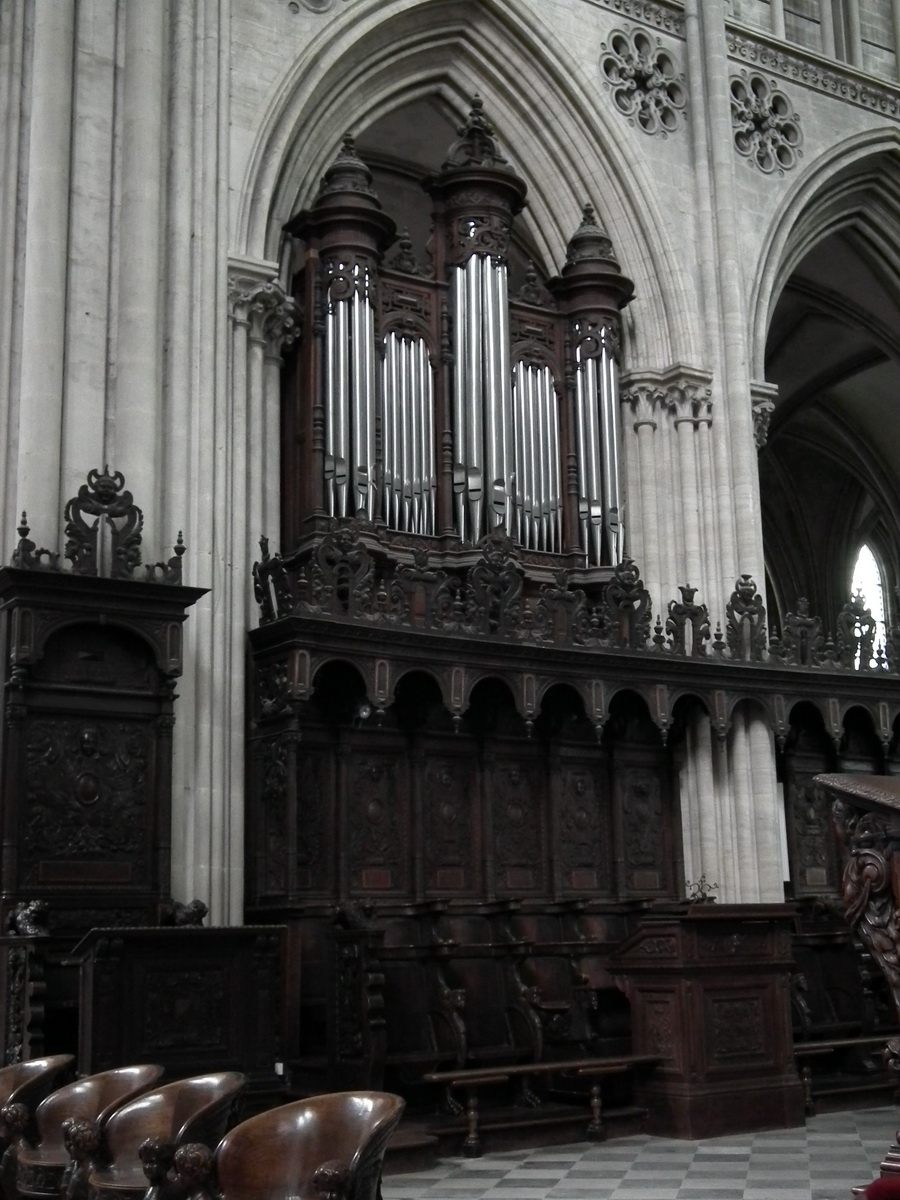
Chororgel

Die Kathedrale verfügt über zwei Orgeln, die beide von dem Orgelbauer Cavaillé-Coll erbaut wurden: Die große Orgel auf der Westempore stammt aus dem Jahre 1862, die Chororgel aus dem Jahre 1861.
Die Geschichte der Hauptorgel reicht zurück in das 16. Jahrhundert. Das erste Instrument wurde 1562 von den Hugenotten zerstört, das zweite Instrument wurde 1597 mit 36 Registern auf vier Manualen und Pedal erbaut. Diese Orgel erwies sich 1838 als reparaturbedürftig. Nach mehreren Reparaturen und Veränderungen wurde das Instrument schließlich 1862 von dem Orgelbauer Cavaillé-Coll restauriert, der zuvor bereits eine Chororgel neu erbaut hatte. Die Orgel hat heute 43 Register auf drei Manualen und Pedal. Die Trakturen sind mechanisch.
| I Positif de Dos C–f3 |       |
| Montre                | 8′    |
| Quintaton             | 8′    |
| Flûte harmonique      | 8′    |
| Salicional            | 8′    |
| Voix céleste II       | 8′    |
| Prestant              | 4′    |
| Quinte                | 2 ⁄3′ |
| Doublette             | 2′    |
| Piccolo               | 1′    |
| Trompette             | 8′    |
| Cromorne              | 8′    |
| Clairon               | 4′    |

| II Grand Orgue C–f3         |     |
| Montre                      | 16′ |
| Bourdon                     | 16′ |
| Grande flûte conique        | 16′ |
| Montre                      | 8′  |
| Bourdon                     | 8′  |
| Flûte harmonique            | 8′  |
| Viole de gambe              | 8′  |
| Prestant                    | 4′  |
| Dulciane                    | 4′  |
| Doublette                   | 2′  |
| Plein Jeu harmonique IV-VII |     |
| Cornet V                    | 8′  |
| Bombarde                    | 16′ |
| Trompette                   | 8′  |
| Basson                      | 8′  |
| Clairon                     | 4′  |

| III Récit expressif C–f3 |    |
| Flûte traversière        | 8′ |
| Bourdon                  | 8′ |
| Viole de gambe           | 8′ |
| Voix céleste             | 8′ |
| Flûte octaviante         | 4′ |
| Trompette                | 8′ |
| Basson-Hautbois          | 8′ |
| Voix humaine             | 8′ |
| Clairon                  | 4′ |

| Pédale C–f1 |     |
| Contrebasse | 16′ |
| Basse       | 8′  |
| Octave      | 4′  |
| Bombarde    | 16′ |
| Trompette   | 8′  |
| Clairon     | 4′  |

- Koppeln: I/II, II/II, II/II 16', III/II, I/P, II/P

## Glocken

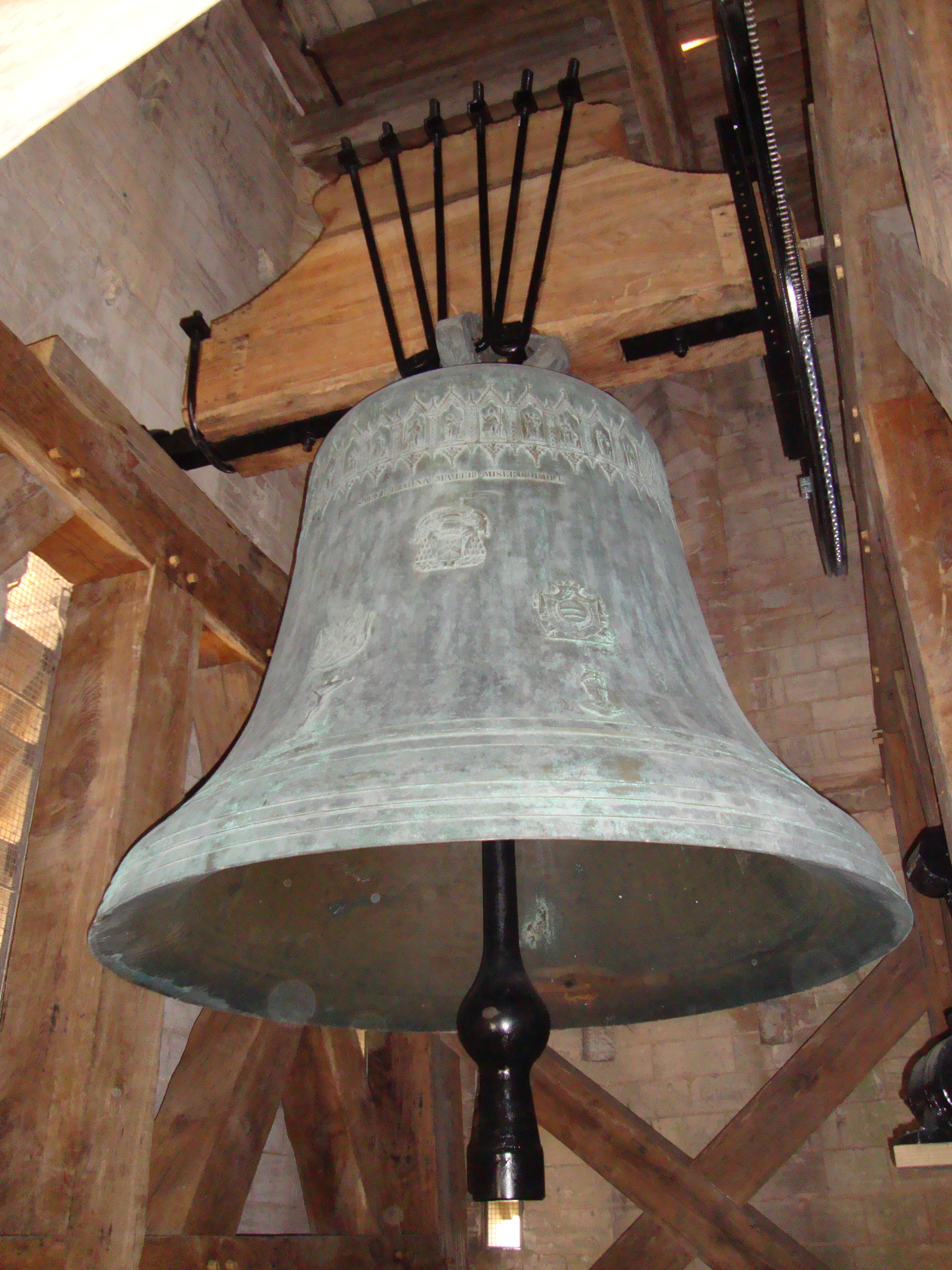
Grand bourdon Sophie-Françoise (1858)

Die Kathedrale verfügt über einen Bestand von 15 Glocken.
Vier Glocken bilden das liturgische Geläut, das zu je zwei Paaren auf die beiden Westtürme verteilt ist. Im Südwestturm hängen die vier kleineren Glocken. Der Nordwestturm trägt die beiden Bourdons, auch Trémondes genannt.
Im Jahre 2014 wurden zwei Glocken anlässlich des siebzigsten Gedenken an die Operation Overlord gegossen und am 14. Juni zum ersten Mal geläutet.
| Nr. | Name (Funktion)                    | Gussjahr | Gießer, Gussort                       | Durchmesser (mm, ca.) | Masse (kg, ca.) | Schlagton | Turm     |
| --- | ---------------------------------- | -------- | ------------------------------------- | --------------------- | --------------- | --------- | -------- |
| 1   | Sophie-Françoise (Festtagsglocke)  | 1858     | Paul Havard, Villedieu-les-Poêles     | 1.870                 | 4.000           | b0        | Nordturm |
| 2   | Jeanne-Frederique (Sonntagsglocke) | 1858     | Paul Havard, Villedieu-les-Poêles     | 1.670                 | 2.800           | c1        | Nordturm |
| 3   | Marie (Angelusglocke)              | 1858     | Paul Havard, Villedieu-les-Poêles     | 1.500                 | 1.900           | d1        | Südturm  |
| 4   | Thérèse-Bénédicte                  | 2014     | Cornille-Havard, Villedieu-les-Poêles |                       | 1.150           | f1 −5     | Südturm  |
| 5   | Marie (Messglocke)                 | 1819     | Fonderie Dubosq, Bayeux               | 900                   | 600             | as1       | Südturm  |
| 6   | Rose-Françoise                     | 2014     | Cornille-Havard, Villedieu-les-Poêles |                       | 518             | b1 −4     | Südturm  |

11 Glocken gehören zum Carillon, das im Vierungsturm untergebracht ist. Darunter befindet sich auch die Stundenglocke Cécile.
| Nr.  | Name (Funktion)                  | Gussjahr | Gießer, Gussort                                                                 | Durchmesser (mm, ca.) | Masse (kg, ca.) | Schlagton |
| ---- | -------------------------------- | -------- | ------------------------------------------------------------------------------- | --------------------- | --------------- | --------- |
| I    | Cécile (Stundenglocke, Carillon) | 1727     | Claude Brocard, Jean-Baptiste les Brocard, F. Poisson und A. de la Paix, Bayeux | 1.400                 | 1.200           | cis1      |
| II   | (Carillon)                       | 1797     | Pierre-Francois Dubosq, Quibou                                                  | 819                   | 274             | a1        |
| III  | (Carillon)                       | 1797     | Pierre-Francois Dubosq, Quibou                                                  | 731                   |                 | h1        |
| IV   | (Carillon)                       | 1797     | Pierre-Francois Dubosq, Quibou                                                  | 642                   |                 | cis2      |
| V    | (Carillon)                       | 1797     | Pierre-Francois Dubosq, Quibou                                                  | 618                   |                 | d2        |
| VI   | (Carillon)                       | 1797     | Pierre-Francois Dubosq, Quibou                                                  | 548                   |                 | e2        |
| VII  | (Carillon)                       | 1797     | Pierre-Francois Dubosq, Quibou                                                  | 496                   |                 | f2        |
| VIII | (Carillon)                       | 1797     | Pierre-Francois Dubosq, Quibou                                                  | 457                   |                 | fis2      |
| IX   | (Carillon)                       | 1797     | Pierre-Francois Dubosq, Quibou                                                  | 415                   |                 | g2        |
| X    | (Carillon)                       | 1797     | Pierre-Francois Dubosq, Quibou                                                  | 411                   |                 | gis2      |
| XI   | (Carillon)                       | 1797     | Pierre-Francois Dubosq, Quibou                                                  | 355                   |                 | a2        |

## Glasmalereien

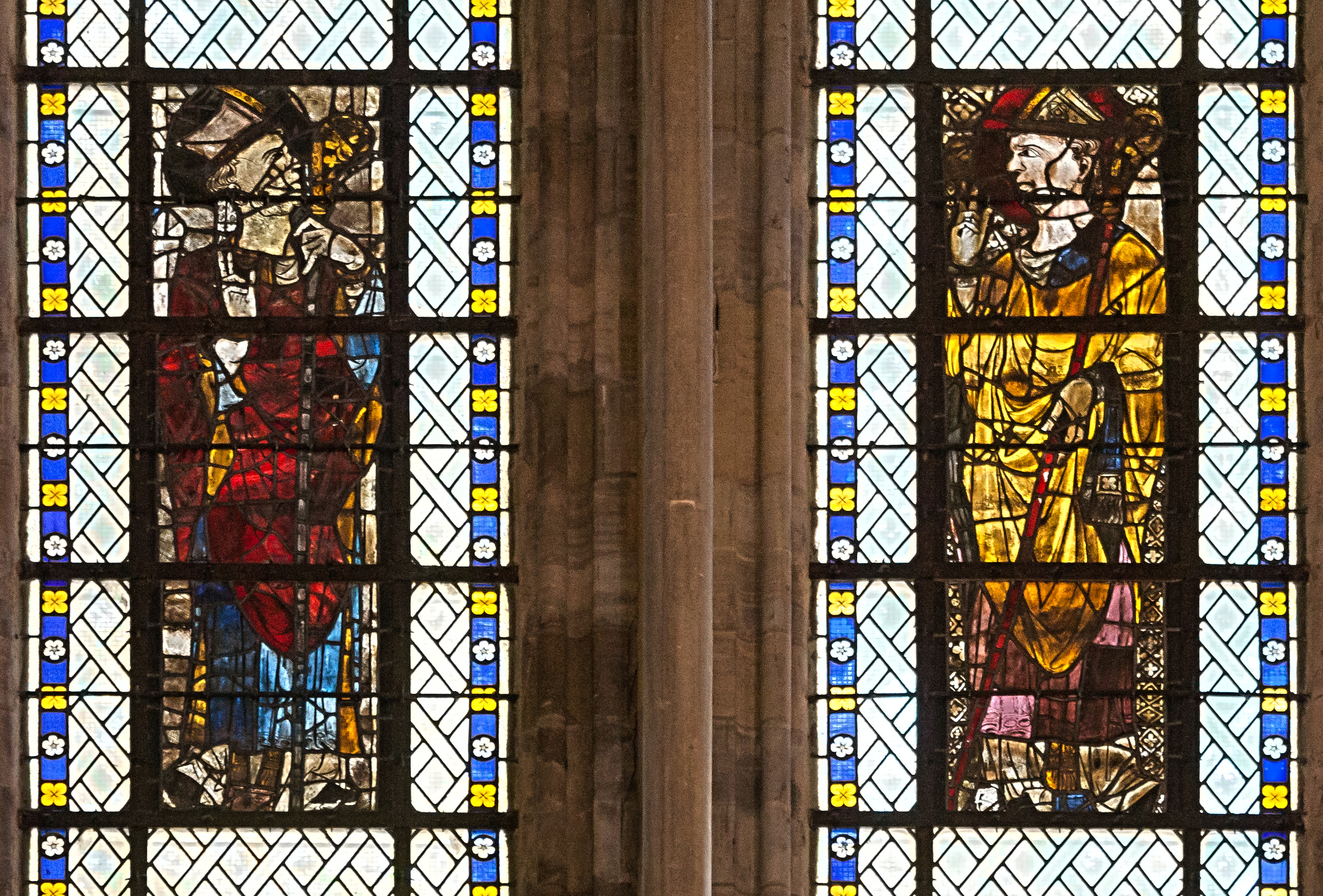
In den 1260er-Jahren entstandene Glasmalereien, die die Bischöfe Exupère und Loup aus Bayeux darstellen und in den Jahren 1983 und 1984 restauriert und in modernes Glas eingebettet wurden

Von den mittelalterlichen Glasmalereien sind nur noch sehr wenige erhalten geblieben. Insbesondere die englische Besetzung in der Zeit von 1417 bis 1450 führte zu solch großen Schäden und Verlusten, dass Papst Eugen IV. 1442 einen Ablass zur Finanzierung von Reparaturarbeiten gewährte. Ein Jahrhundert später kam es in den Jahren 1562 und 1563 zu weiteren Verlusten durch einen Bildersturm während der Hugenottenkriege. 1760 wurden insgesamt 87 der bis dahin noch erhaltenen mittelalterlichen Glasfenster abmontiert und verwahrt unter der Vorgabe, sie zu restaurieren. Dieser Plan wurde nie verwirklicht, da es dem Kapitel daran lag, mehr Licht in die Kathedrale zu lassen. Weitere Fenster wurden 1802 entfernt und teilweise in der Bibliothek des Kapitels verwahrt, als Schäden sichtbar wurden, die zur Zerstörung der Fenster des Querschiffs führen konnten. Die wenigen erhaltenen Fragmente wurden im 20. Jahrhundert restauriert und in neue Fenster integriert.
Die beiden besterhaltenen Fragmente zeigen zwei heilige Bischöfe aus Bayeux, Exupère und Loup. Beide entstammen einer 1705 beschriebenen Serie von damals noch neun Bischöfen von Bayeux von Exupère bis Hugo, die in den 1260er-Jahren entstanden ist. Die beiden Fragmente wurden in den Jahren 1983 und 1984 von Michel Durand restauriert und in modernes Glas eingebettet. Sie befinden sich nun in der St.-Vinzenz-Seitenkapelle im nördlichen Chorumgang.